# Charles Tatham
Charles Tatham (Nova Iorque, 3 de setembro de 1854 – 24 de setembro de 1939) foi um esgrimista estadunidense, medalhista olímpico.
Charles Tatham representou seu país nos Jogos Olímpicos de Verão de 1904, 1912. Conseguiu 2 medalhas de prata nas modalidades florete por equipe e espada e uma medalha de bronze no florete individual.